# Thevenetimyia auripila
Thevenetimyia auripila är en tvåvingeart som först beskrevs av Osten Sacken 1887.  Thevenetimyia auripila ingår i släktet Thevenetimyia och familjen svävflugor. Inga underarter finns listade i Catalogue of Life.